# Mark Begich
Mark P. Begich (født 31. marts 1962 i Anchorage i Alaska i USA) er en amerikansk politiker der tilhører Det demokratiske parti, og er tidligere borgmester i Anchorage, den største by i Alaska. Han stillede i 2008 optil valg til det amerikanske senat, hvor han vandt over republikaneren Ted Stevens.
 Der er for få eller ingen kildehenvisninger i denne artikel, hvilket er et problem. Du kan hjælpe ved at angive troværdige kilder til de påstande, som fremføres i artiklen.